# Fransko-moravské války
Fransko-moravské války je označení ozbrojeného konfliktu v letech 882–84 mezi Východofranskou říší a Velkomoravským knížectvím.

## Historie
Roku 882 se rozhořel krvavý konflikt mezi Arnulfem Korutanským a velkomoravským knížetem Svatoplukem I., v němž nejsilněji utrpěly oblasti Panonie a Podunají. Svatopluk při střetech údajně „zabíjel“ a "ohněm a mečem mnohé zničil". V roce 884 se obě strany dohodly na smíru, který byl následně podepsán v Tullnu.
V průběhu roku 891 dle záznamu ve Fuldských letopisech vyslal Arnulf na Moravu poselstvo vedené markrabětem Aribem, aby obnovilo mír. Nedlouho nato markrabě vyslal dopis, v němž oznámil návrat od Svatopluka se souhlasem Moravanů "na život v míru". Svatopluk však závazek porušil a Arnulf se rozhodl roku 891 táhnout na Moravu. Arnulf se nejprve setkal s Braslavem, slovanským vévodou na Sávě, poté zburcoval Franky, Bavory a Alamany a přesvědčil také Maďary, aby se k němu přidali v boji proti Velké Moravě. Kvůli spolčení s Maďary někteří otonští kronikáři Arnulfa obviňují z rozpoutání invaze Maďarů v Evropě.